# Temperatura di colore

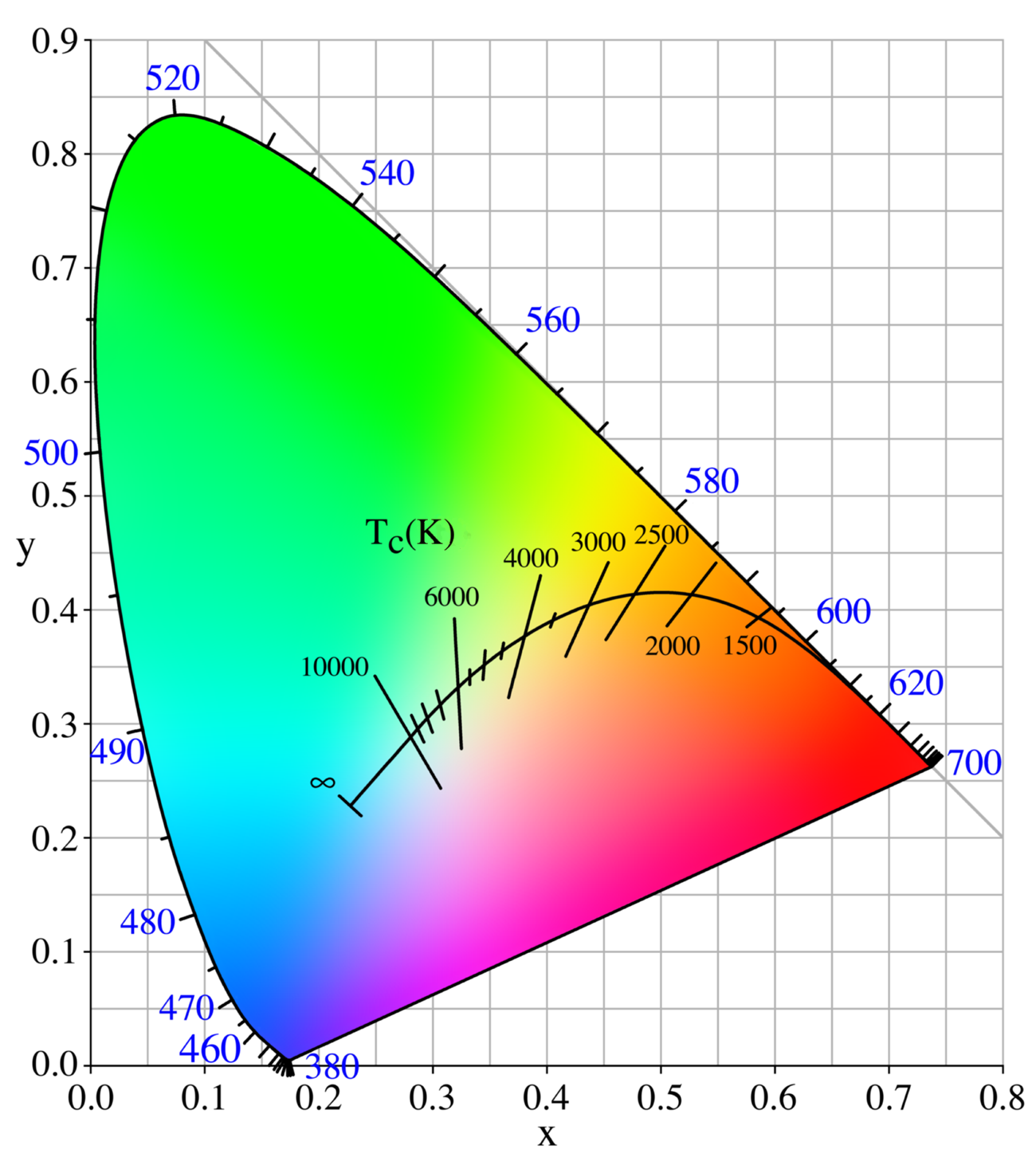
Lo spazio di cromaticità x,y CIE 1931. Sono evidenziate anche le cromaticità dell'emissione di luce di un corpo nero a varie temperature, e alcune linee di temperatura di colore costante.

La temperatura di colore, o temperatura colore, è una grandezza fisica associata alla tonalità della luce e si misura in kelvin. Essa è definita come la temperatura che deve avere un corpo nero ideale affinché la radiazione luminosa emessa da quest'ultimo abbia l'apparenza cromatica più vicina possibile a quella della radiazione luminosa in esame.
Ha senso parlare di temperatura di colore solo se la sorgente di luce emette uno spettro di energia continuo; di conseguenza, ciò non si verifica per tutte le sorgenti luminose.

## Definizione
Le radiazioni emesse da due sorgenti luminose possono presentare la stessa temperatura di colore pur avendo tonalità leggermente differenti, per esempio perché presentano un diverso indice di resa cromatica. Per esempio, due lampade fluorescenti aventi tonalità, rispettivamente, con codice di colore 850 e 950, hanno stessa temperatura di colore (5000 K) ma diverso indice di resa cromatica.
Lo spettro luminoso emesso da un corpo nero presenta un picco di emissione a una certa lunghezza d'onda, determinata, in base alla legge di Wien, dalla sua temperatura.
{\displaystyle \lambda _{max}={\frac {b}{T}}}
dove:
- {\displaystyle \lambda _{max}} è la lunghezza d'onda espressa in metri in corrispondenza della quale il corpo radiante, supposto ideale, emette la massima radiazione, vale a dire emette la massima potenza (per unità di superficie)[1];
- {\displaystyle T} è la temperatura assoluta, in kelvin, della sorgente (corpo nero);
- {\displaystyle b=2,8977685(51)\times 10^{-3}\;\mathrm {m\;K} } (valore raccomandato dal CODATA nel 2002) viene detta costante dello spostamento di Wien ({\displaystyle b={\frac {1}{5}}c_{2}} dove {\displaystyle c_{2}=1,44\mathrm {cm\;K} } ed è detta seconda costante di radiazione).

Una sorgente reale differisce da un corpo nero ideale; tuttavia, a scopo divulgativo, si ammette che l'analogia rimanga valida.
Si definisce pertanto temperatura di colore di una data radiazione luminosa la temperatura associata a un corpo nero ideale che emette una radiazione luminosa avente un'apparenza cromatica simile alla radiazione in esame.

## Lo spettro cromatico

Lo spettro cromatico corrispondente alle varie temperature di colore

Una temperatura intorno ai 2000 K corrisponde al colore arancione. A valori di temperatura inferiori corrispondono il rosso e, ancora più in basso, l'infrarosso, non più visibile. 
Le temperature fra 4 000 e 6 000 K producono comunque delle tonalità di luce che vengono tutte percepite come assolutamente bianche dall’occhio umano, al netto dei riflessi leggermente caldi tipici dei 4 000 K e di quelli leggermente freddi caratteristici dei 6 000 K. 
A 5 000 K corrisponde invece il bianco puro, e salendo ancora troviamo una luce azzurra, poi indaco, infine violetta e ultravioletta. 
Controintuitivamente, quindi, la luce definita nell'uso comune come “calda”  (ovvero con tonalità tendenti al giallo-arancio) ha in effetti una temperatura inferiore a quella definita “fredda” (tendente all'azzurro chiaro-bianco): questo è dovuto al fatto che le onde elettromagnetiche responsabili della trasmissione di calore, sono in realtà quelle con frequenza più bassa, da cui la comune associazione dell'idea di “caldo” a tonalità di colore prossime all'infrarosso e “freddo” a quelle invece tendenti all'ultravioletto.

## Esempi di sorgente
Un corpo solido riscaldato all'incandescenza emette prevalentemente nella gamma della luce visibile e la lunghezza d'onda del picco di emissione varia al variare della temperatura.
Nelle normali lampade a incandescenza la lunghezza d'onda è spostata verso valori maggiori e la luce prodotta, intorno a un valore di 2800 K , presenta una componente giallo acceso, leggermente ambrato, nettamente maggioritaria. Nelle lampade alogene si riesce ad aumentare la temperatura del filamento, ottenendo una luce giallo pallido, quindi con uno spostamento verso il bianco, intorno a un valore di 3 200 K.
Nelle lampade a scarica non fluorescenti il colore è determinato dallo spettro di emissione del gas alla pressione a cui si trova.
Nelle lampade fluorescenti (anch'esse lampade a scarica, ma che producono luce attraverso un procedimento elettrochimico diverso, dove la vera e propria scarica elettrica provoca l'eccitazione - e quindi la luminescenza - delle polveri fluorescenti depositate uniformemente all'interno della lampada stessa), la tonalità della luce dipende dalla scelta del materiale fluorescente utilizzato; per questo si possono avere lampade a fluorescenza di colori differenti. Le lampadine LED moderne consentono l'emissione di uno spettro luminoso piuttosto ampio. 
Spesso sono riportate le temperature di colore del bianco dei monitor per PC, siano essi di tipo CRT, LCD o al plasma, ma questa temperatura, in realtà, non avrebbe senso, in quanto tale bianco è prodotto per metamerismo dalla somma dei colori fondamentali (Rosso, Verde e Blu) prodotti dai diversi fosfori.
A seguire si riportano i valori, in ordine crescente, della temperatura di colore di alcune sorgenti di luce comuni:
- Luce di una candela: circa 1000 K
- Lampada fluorescente ultracalda ai vapori di sodio: 2 400 K
- Lampada a incandescenza da 40 W: 2650 K
- Lampada fluorescente a luce molto calda: 2700 K
- Lampada a incandescenza da 60 W: 2760 K
- Lampada a incandescenza da 75 W: 2820 K
- Lampada a incandescenza da 100 W: 2900 K
- Lampada a incandescenza da 200 W: 2980 K
- Lampada fluorescente a luce calda, cosiddetta “bianco caldo”: 3000 K
- Lampada per uso fotografico da 500 W: 3400 K
- Lampada fluorescente neutra, cosiddetta “bianco neutro”: da 3.700 a 4.000 K
- Lampada fluorescente fredda, cosiddetta “bianco freddo”: da 4.300 a 4.600 K
- Luce solare diretta al mezzogiorno locale: tra 4.900 e 5.600 K. Il parametro è influenzato da stagione e latitudine, limpidezza e umidità atmosferica, ma come valore medio spesso si considerano i 5.200 K.
- Lampada fluorescente cosiddetta “luce normalizzata” (D50) per processi di stampa e pre-stampa: 5000 K
- Bianco puro, o “punto acromatico di riferimento”, corrispondente al punto di eguale energia nel diagramma CIE: tra 5 455 e 5500 K
- Flash fotografico: 5.600 K.
- Luce solare al di fuori dell'atmosfera terrestre: 5777 K (non equivalente all'analoga temperatura di un ipotetico corpo nero)
- Luce d'ambiente in pieno giorno col cielo nuvoloso: tra 6.000 e 6.500 K.
- Lampada fluorescente cosiddetta diurna: 6500 K
- Luce del cielo totalmente nuvoloso: ~7000 K
- Luce diurna in una zona ombreggiata: tra 6.500 e 8.000 K (dipende dalla nettezza dell’ombra e dell’orario)
- Lampada fluorescente superdiurna: 8000 K
- Luce d’ambiente al crepuscolo: tra 8.000 e 9.000 K
- Luce del cielo parzialmente nuvoloso: tra 8 000 e 10000 K
- Luce del cielo sereno: normalmente tra 10 000 e 20000 K

Per quanto riguarda le lampade fluorescenti, la normativa UNI 12464 parla di:
- “bianco caldo” per temperatura di colore inferiore a 3300 K
- “bianco neutro” per temperatura di colore compresa tra 3 300 e 5300 K
- “bianco freddo” per temperatura di colore superiore a 5300 K

Diversi costruttori etichettano lampade di colore bianco neutro (né caldo né propriamente freddo) da 4000 K come “luce naturale”, poiché emettono una luce dalla temperatura colore simile a quella della luce ambiente diurna nelle case, dentro le stanze illuminate dal sole. Altri produttori descrivono l'articolo a 6500 K come "luce bianca fredda", indicata, ad esempio, quando occorra valutare adeguatamente l'aspetto visivo (tonalita e sfumature, limpidezza o brillantezza, difetti, ecc.) di campioni e prodotti. Nelle stanze all’ombra invece la temperatura colore della luce ambiente risulta molto più fredda, fino a raggiungere anche i 7.000 K.
Si noti anche che, a parità di temperatura di colore, le tonalità di due diverse radiazioni luminose possono apparire lievemente differenti a seconda del materiale utilizzato dalla fonte luminosa, come è il caso, a titolo esemplificativo, delle lampade fluorescenti trifosforo rispetto a quelle pentafosforo. È frequente che le lampade fluorescenti presentino una più o meno marcata tinta verdognola che, quando è molto accentuata, rende le lampade a luce calda di un giallo limone (diversamente dal giallo ambrato classico), mentre quelle molto fredde slittano dal bianco-azzurrino verso un leggero verde acqua.